# Antiquarium Forense
Az Antiquarium Forense a Forum Romanum egy épülete Rómában.
Eredetileg a Santa Francesca Romana templomának kolostora volt, ma azonban már mint múzeum működik. Emellett ebben az épületben található az a hivatal is, mely irányítja a Forumon végzett ásatásokat.
A múzeum vaskori temetkezési urnák, sírok, csontok tárlatát fogadja be. Emellett ókori római szobortöredékeket, frízeket, oszlopokat és oszlopfőket, s a fórum további épületdíszítő elemeit mutatja be.